# Kakadu Highway
Der Kakadu Highway ist eine Fernverkehrsstraße im australischen Northern Territory. Er verbindet den Stuart Highway bei Pine Creek mit der Stadt Jabiru im Kakadu-Nationalpark. Der Kakadu Highway bildet die südliche Route in den Kakadu-Nationalpark.

## Verlauf

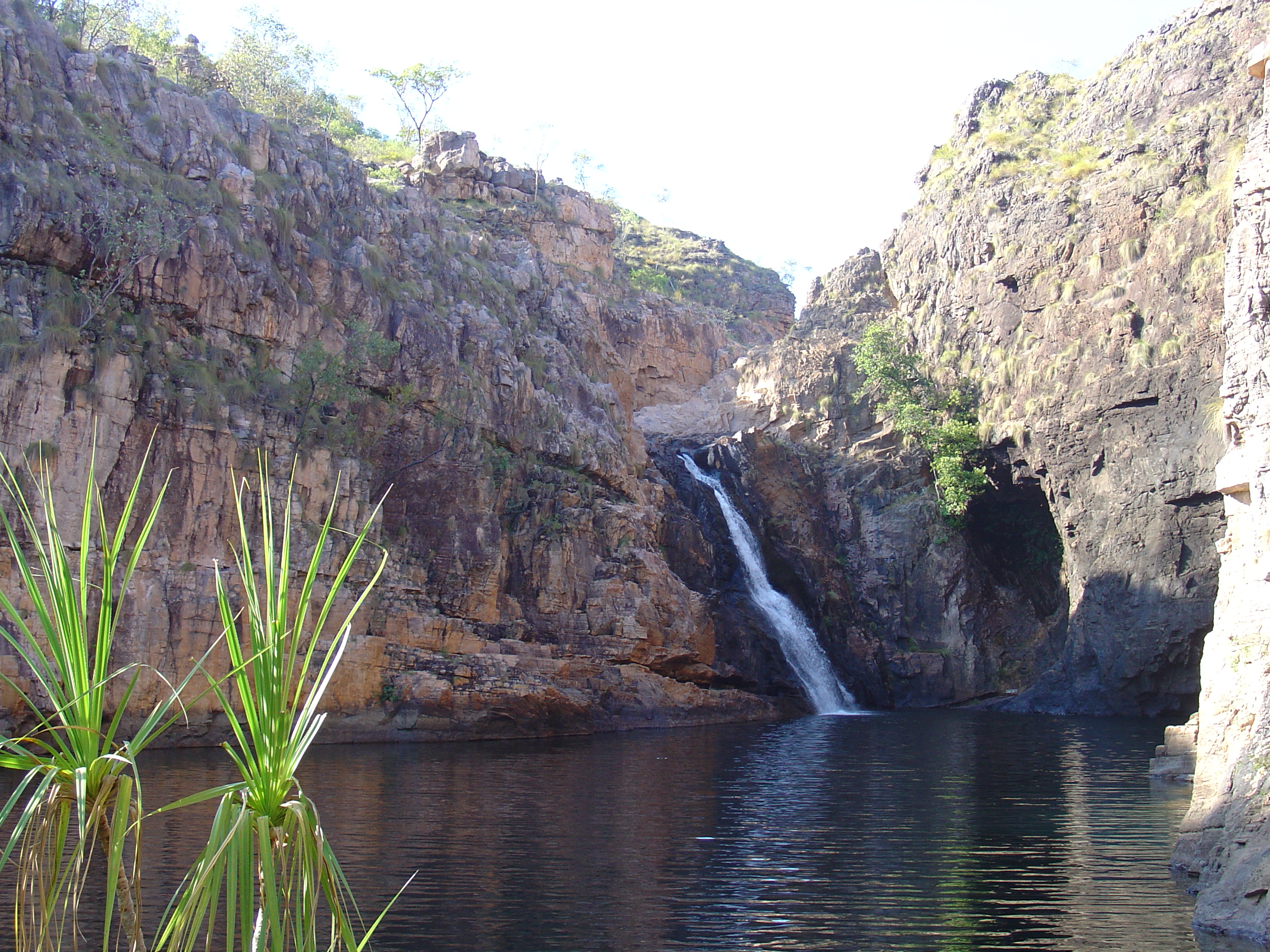
Maguk am Kakadu Highway

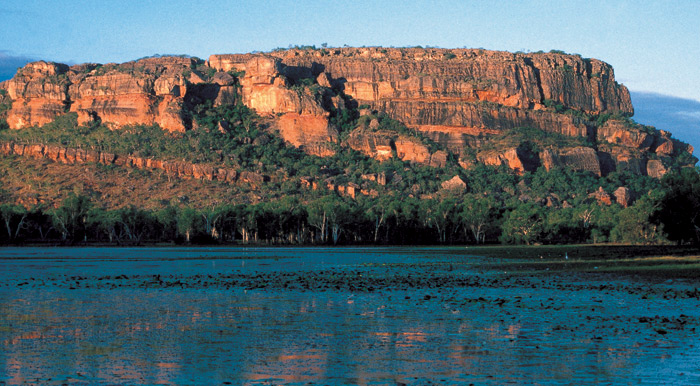
Nourlangie Rock am Kakadu Highway

Der Kakadu Highway beginnt in Pine Creek, einer Ortschaft 91 km nördlich von Katherine und 230 km südlich von Darwin, wo er in nordöstlicher Richtung vom Stuart Highway abzweigt.
Nach 48 km erreicht die Straße das Mary River Roadhouse, das am gleichnamigen Fluss liegt und gleichzeitig den Eingang zum Kakadu-Nationalpark bildet.
Auf seinem weiteren Weg bietet der Highway Zufahrt zu vielen touristischen Highlights des Kakadu-Nationalparks. Über kleinere Straßen, die vom Kakadu Highway abzweigen, sind folgende Orte zu erreichen: die Gunlom Falls, die Swimmingpools von Maguk, die Gagudju Lodge und das Warradjan Aboriginal Cultural Centre, die Jim Jim Falls, die Twin Falls und Nourlangie Rock. Außerdem liegen noch zahlreiche weniger bekannte Sehenswürdigkeiten entlang des Kakadu Highway. Entlang des Highways gibt es mehrere Campingplätze und Aussichtspunkte. Die in der Nähe des Jim Jim Billabong abzweigende Jim Jim Road führt in Richtung Darwin.
Schließlich erreicht der Kakadu Highway seinen Endpunkt in Jabiru. Dies ist der Hauptort des Kakadu-Nationalparks. Hier treffen außer dem Kakadu Highway von Westen her der Arnhem Highway (S36), von Norden die Straße von Ubirr und der Border Store und von Osten her die Straße von Jabiru East, dem Flughafen und der Ranger-Uran-Mine zusammen.
Der höchste Punkt im Verlauf des Highways liegt auf 259 m, der niedrigste auf 8 m.